# カードローナホールディングス
株式会社カードローナホールディングスは、東京都に本拠を置くLEDパネルの輸入卸の会社。

## 企業概要
2004年10月、元外資系商社マン酒井浩司がカードローナライフスタイルカンパニーとして創立。
企業モットーは「海外製品を高品質で安く。」
女性下着アクセサリーのオリジナルブランド“Bobra”を立ち上げる。
同ブランドの商品「Bobraスーパーライト」が2006年楽天内年間売上ランキング4位を獲得。続く2007年ファッションジャンルにて年間販売ランキング1位を獲得。2008年累計販売数が30万個を突破。
同時期に当時未開拓であった導光板を使用した照明機器「LEDパネル」に目をつけて、輸入販売を開始。
BtoBビジネスで飛躍的に売上を伸ばし、LEDパネル分野のパイオニア的存在となる。
2008年4月株式会社カードローナホールディングスに法人化
株式会社ボーブラジャパンは同族企業

## 沿革
- 2004年10月 - 文京区白山にて屋号カードローナライフスタイルカンパニーを創立。
- 2005年7月 - 女性下着のシリコンブラBobraスーパーライトを輸入、楽天、ビッダースにて販売。同時に西友、東急ハンズでも販売。
- 2006年2月 -  LEDパネル、LED看板を輸入販売開始。
- 2006年12月 -  楽天ファッションジャンル年間ランキング4位獲得。
- 2007年7月 - 楽天ファッションジャンル下着部門デイリーランキング44日連続1位を獲得。
- 2007年12月 - 楽天ファッションジャンル年間ランキング1位を獲得。
- 2008年4月 - カードローナライフスタイルカンパニーをLEDパネル部門の株式会社カードローナホールディングスに、Bobra部門を株式会社ボーブラジャパンに法人化。
- 2013年10月 - 千代田区九段北に事務所移転
- 2023年6月 - 新宿区新小川町に事務所移転

## 社名由来
酒井が商社マン時代に訪れたニュージーランドのスキー場カードローナ・アルパイン・リゾートの美しさにほれ込んで会社を設立したら会社名にすると決めていた。
その時の一言は「How beautiful!」だった。